# Iwan Drjapatschenko

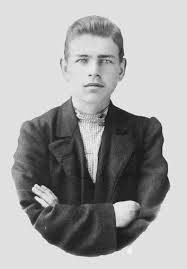
Iwan Drjapatschenko, 1916

Iwan Kyrylowytsch Drjapatschenko (auch Ivan Driapachenko oder Dryapachenko, ukrainisch Іван Кирилович Дряпаченко; * 4. Augustjul. / 16. August 1881greg. in Wassyliwka, Gouvernement Poltawa, Russisches Kaiserreich; † 24. November 1936 ebenda) war ein ukrainischer Maler und Grafiker.

## Leben und Wirken
Iwan Drjapatschenko wurde in der Familie von Kyrylo Fedorowytsch Drjapatschenko geboren, einem ehemaligen Leibeigenen, der auf dem Gut der Grafen Kapnist diente. Das Talent zum Zeichnen zeigte Iwan bereits als Kind. Mit Förderung der Kapnisten lernte er zunächst von 1894 bis 1898 an der Kiewer Zeichenschule von Mykola Muraschko bei Mykola Pymonenko und Chariton Platonow. Anschließend studierte er an der Moskauer Kunstschule und ab 1903 an der Sankt Petersburger Akademie der Künste bei Ilja Repin. 1911 erlangte er mit seiner Abschlussarbeit, dem Gemälde Salomea, den Titel eines Künstlers. 1912 und 1913 reiste Drjapatschenko als Stipendiat der Akademie der Künste nach Italien. Während des ersten Aufenthaltes malte er Die Heilige Familie, für die er mit dem Kuindschi-Preis ausgezeichnet wurde. Bei der zweiten Reise fertigte er Gedenktag in Florenz an.
Im Ersten Weltkrieg wurde Iwan Drjapatschenko zusammen mit anderen Künstlern wie Mykola Samokysch und Karpo Trochymenko als Künstler der militärischen Abteilung der Trophäenkommission an die Front geschickt. 1914–17 war er mit der russischen Armee in der Region Ternopil, wo er unter anderem grafische Zeichnungen von Sbarasch, Ternopil und Butschatsch anfertigte.
Ab 1918 ließ sich der Künstler in Wassyliwka nieder. Er unterrichtete an einer Schule, leitete den Dorfchor und entwarf Bühnenbilder für ein Amateurtheater. Drjapatschenko schuf Genrebilder, Landschaften und Porträts und widmete zahlreiche Gemälde Motiven aus dem Leben des ukrainischen Volkes. Das Gemälde Abend nimmt einen zentralen Platz im Werk des Künstlers ein. Am Flussufer, vor dem Hintergrund einer malerischen Landschaft, stellt der Künstler vier Mädchen in ukrainischer Tracht dar. Das großformatige Werk zeigt den Einfluss des Impressionismus und des Modernismus. Iwan Drjapatschenko starb auf tragische Weise im Alter von 55 Jahren.
Während des Zweiten Weltkriegs gelangte ein großer Teil der Werke von Iwan Drjapatschenko in den Besitz des deutschen Kommandanten des Dorfes Koselschtschyna, Baron von Kitlitz, und wurde nach Deutschland gebracht. Der Standort der meisten Gemälde von Drjapatschenko ist unbekannt.

## Werke (Auswahl)

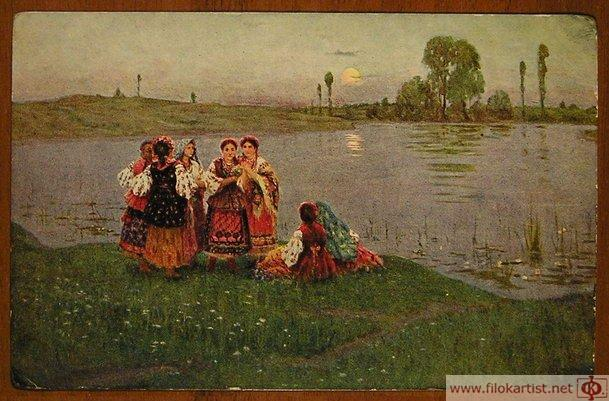
Dämmerung, 1914

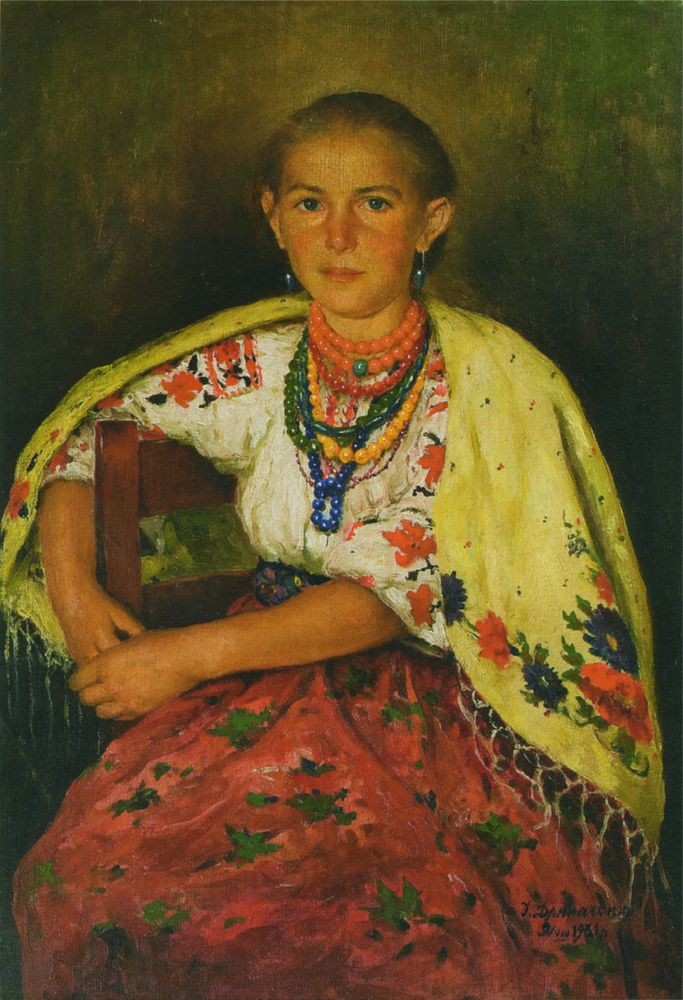
Ukrainerin, 1931

- Кулачний бій / Faustkampf (1904, Standort unbekannt)
- Натурниця / Modell (1910)
- Мій батько / Mein Vater (1911, Standort unbekannt)
- Саломея / Salomea (1911, Standort unbekannt)
- Cвяте сімейство / Heilige Familie (1912, Standort unbekannt)
- Поминальний день у Флоренції / Gedenktag in Florenz (1913)
- Бабуся-італійка / Italienische Großmutter (1912, Standort unbekannt)
- Флоренція / Florenz (1912)
- Відпочинок (за шахами) / Ausruhen (beim Schach) (1913)
- Голова циганки. Гренада / Kopf einer Roma Frau. Grenada (1913, Standort unbekannt),
- Сутінки / Dämmerung (1914)
- Назустріч вечору / Abend (1915)
- Параска у святковий день / Paraska am Festtag (1915, Standort unbekannt)
- Косарі / Mäher (Standort unbekannt)
- Марія / Maria (Standort unbekannt)
- Лелекі перед грозою / Störche vor einem Gewittersturm (Standort unbekannt)
- Українка / Ukrainerin (1931)
- Похорони дитини / Beerdigung eines Kindes (1932)
- Мадонна під яблунею / Madonna unterm Apfelbaum (1930er, Standort unbekannt)